# アステロイド・マイナーズ

『アステロイド・マイナーズ』（あすてろいど・まいなーず）は、あさりよしとおによる日本の漫画作品。『月刊COMICリュウ』（徳間書店）にて、2009年4月号より2011年02月号まで連載、以降は休載となっている。2010年12月号と2011年2月号の2話は単行本未収録。

## 概要
一般的な「未来技術によるSF」ではなく、「現在考え得る将来的宇宙開発の現実」をコミカルさも加えながら描いた作品。

## あらすじ
21世紀も残り少なくなった時代。宇宙開発は国家事業から民間による物に移行しつつあった。そんな中「宇宙で暮らす事の現実」に直面する者たちの人間模様。
宇宙のプロレタリア
軌道上教習
ゆうれいシリンダー
小惑星（やま）の日
独裁者の幻想
月は地獄だ
ドワーフの村

## 登場人物
作業員（その1）
『宇宙のプロレタリア』に登場。国際宇宙開発機関（の下請け企業）の募集に応募して小惑星での水採掘と生活環境開発の作業を行う男。アルピニストで8,000ｍ級の山での登頂経験あり。
主任
『宇宙のプロレタリア』に登場。前述の会社の管理主任。地球からの連絡と備品のロボットを使って作業員をおちょくっているが、同じ仕事を数回経験している。
文月
『軌道上教習』『独裁者の幻想』に登場。民間軌道飛行会社「イズ・ドゥ」の軌道ステーション主任。
ルナ
『独裁者の幻想』に登場。前述の会社の開発部に所属する設計主任。
将軍様
『独裁者の幻想』に登場。某国の独裁者。国威発揚を狙って第三国経由で新型宇宙船の開発を企てるが、アニメなどの創作物に影響されて宇宙の現実を無視した設計はハズレを繰り返しているうちにクーデターが起こる。技術的にはまったく得るものは無かったが、投入してくれた資金で会社の計画は大幅に進んだ。
マックス、ヘックス
『月は地獄だ』に登場。月地下に建設された有人長期滞在型恒久月面基地「α」に滞在する作業員。採掘作業の合間には「月からの生放送」という形で番組に出演している。
タカシ、ヒロキ、ハルカ、カズヤ
『ゆうれいシリンダー』『小惑星（やま）の日』に登場。
恒久基地となった小惑星で生まれた子供たち。成長過程ということもあって重力区画から出られずエネルギーを持て余し気味、「ゆうれいブロック」のうわさを確かめようとして小惑星で暮らすための維持設備の巨大さを知る。
10代半ばになったタカシは小惑星から出て地球に行くことを望むが、採掘場の事故による人員整理という想定外の事態で叶うこととなる。家族や幼馴染たちとも離ればなれとなり、地球で暮らしながらどちらが正しかったのかと思いを馳せる。
ゴミじじい
『ゆうれいシリンダー』に登場。古参の小惑星作業員。長年の無重力、低重力環境下にいた影響で体が弱り切っており、地球に帰ることもなく小惑星でゴミの回収作業を行って暮らしている。子供たちが「ゆうれいブロック」と呼ぶ巨大浄化設費（居住区の数倍サイズの浄化槽シリンダー）を行き来している。
石動堅
『ドワーフの村』に登場。資源採掘向けの小惑星に短期派遣された作業員。それなりの訓練を受けて宇宙に来たが、生まれた時から宇宙というメンバーにとってはそれが「当たり前」なことを知る。
作業員（その2）
『ドワーフの村』に登場。石動が派遣された小惑星に先行して働いている作業員5名。強面ぞろいだが、なんと全員女性。石動と違って小惑星出身の第2-第3世代。自分たちの将来の（生存リソースを増やし結婚と出産をする）ために働いている。

## 書誌情報
1. - ISBN 978-4-19-950146-3（2010年3月13日発売）
2. - ISBN 978-4-19-950209-5（2013年7月13日発売）